# 清岡もえ
清岡 もえ（きよおか もえ、2003年10月9日 - ）は、日本の女子レスリング選手。高知県出身。階級は53㎏級と55kg級。兄はパリオリンピック65㎏級で優勝した清岡幸大郎。

## 来歴
高知クラブで2歳上の兄に続いてレスリングを始めた。小学生の時から全国大会で優勝を始め、何度も上位入賞を果たした。高知南中学3年の時に全国中学生選手権、全国中学選抜選手権、U15アジア選手権で優勝した。高知南高校1年の時にはジュニアクイーンズカップカデットの部と世界カデット選手権で優勝を飾った。2022年に育英大学へ入学すると、幼少の頃から知り合いだった2歳年上である世界チャンピオンの櫻井つぐみと一緒に生活を始めた。1年の時にはジュニアクイーンズカップジュニアの部55kg級で優勝した。全日本選抜選手権では決勝で東京オリンピックで優勝した志土地真優に敗れて2位だった。世界ジュニア選手権とU-23世界選手権では立て続けに優勝した。2年の時には全日本選抜選手権の53㎏級決勝で元世界チャンピオンの藤波朱理に0－10のテクニカルフォール負けを喫して2位だった。全日本選手権では決勝で世界チャンピオンの奥野春菜を破って優勝した。3年の時にはアジア選手権の決勝で北朝鮮のオ・キョンリョンを7－0で破って優勝した。全日本選抜選手権では初戦で敗れるも、世界選手権代表決定プレーオフで村山姓となった奥野を3－2で破って代表となった。世界選手権では決勝で中国の選手を10－0で破って優勝した。兄もパリオリンピックで優勝しているため、同一年に兄妹で世界一を達成することになった。全日本選手権には53㎏級に出場して優勝した。4年の時には全日本選抜選手権の決勝とプレーオフで自衛隊体育学校の村山春菜に敗れた。

## 主な戦績
- 2018年 - ジュニアクイーンズカップ 中学生の部　優勝（46kg級）
- 2018年 - 全国中学生選手権　優勝（48kg級）
- 2018年 - 全日本女子オープン選手権（中学生の部）　優勝（48kg級）
- 2018年 - U15アジア選手権　優勝（50kg級）
- 2018年 - 全国中学選抜選手権　優勝（50kg級）
- 2019年 - クリッパン女子国際大会　カデットの部　2位（49kg級）
- 2019年 - ジュニアクイーンズカップ カデットの部　優勝（49kg級）
- 2019年 - 世界カデット選手権　優勝（49kg級）
- 2020年 - クリッパン女子国際大会　カデットの部　3位（53kg級）

以降は55㎏級での戦績
- 2022年 - ジュニアクイーンズカップ ジュニアの部　優勝
- 2022年 - 全日本選抜選手権　2位
- 2022年 - 世界ジュニア選手権　優勝
- 2022年 - U-23世界選手権　優勝
- 2023年 -　ザグレブ・オープン　優勝
- 2023年 -　全日本選抜選手権　2位(53㎏級)
- 2023年 -　全日本選手権　優勝
- 2024年 -　アジア選手権　優勝
- 2024年 -　世界選手権　優勝

以降は53㎏級での戦績
- 2024年 -　全日本選手権　優勝
- 2025年 -　アジア選手権 2位
- 2025年 -　全日本選抜選手権　2位

（出典）